# Robin Pröpper
Robin Pröpper (Arnhem, 23 september 1993) is een Nederlandse voetballer die gewoonlijk als centrale verdediger speelt. Hij debuteerde op 17 augustus 2012 in het betaald voetbal en speelde achtereenvolgens voor De Graafschap en Heracles Almelo. Van 2021 tot 2024 en sinds 2025 komt hij uit voor FC Twente. Tussen 2024 en 2025 kwam Pröpper uit voor het Schotse Rangers FC. Pröpper is een jongere broer van voetballer Davy Pröpper.

## Carrière

### De Graafschap
Pröpper stroomde in 2012 door vanuit de jeugd van De Graafschap en speelde hier vervolgens vier jaar in het eerste elftal. Op 17 augustus 2012 maakte hij zijn debuut voor De Graafschap tegen Go Ahead Eagles (2-2). Hij mocht twee minuten invallen. De week erop mocht hij voor het eerst starten tegen Helmond Sport. In een 5-2 nederlaag was hij wel goed voor zijn eerste doelpunt en zijn eerste assist voor de club. In de eerste seizoen werd hij achtste met De Graafschap en daarna achtste, zevende en zesde in de Eerste divisie. Driemaal deed Pröpper met De Graafschap mee om de play-offs om promotie, maar de eerste twee pogingen mislukten. De derde keer volgde na winst van de play-offs in 2015 promotie naar de Eredivisie. 
Op 11 augustus 2015 maakte hij als aanvoerder van De Graafschap zijn debuut in de Eredivisie. Hij verloor met zijn ploeggenoten op zaterdag 1 november 2015 een competitiewedstrijd thuis tegen PSV (3-6). Die dag speelde hij voor de eerste keer in zijn profcarrière tegen oudere broer, Davy Pröpper. Pröpper eindigde het seizoen met De Graafschap op de zeventiende plaats, wat deelname aan de play-offs 2016 betekende. Als aanvoerder verloor hij de finale van de play-offs om handhaving van Go Ahead Eagles. Zijn contract liep vervolgens af. In vier seizoenen speelde Pröpper 131 wedstrijden voor De Graafschap, waarin hij negen doelpunten maakte. 

### Heracles Almelo
Pröpper verruilde De Graafschap na afloop van het seizoen 2015/16 transfervrij voor Heracles Almelo. Dat eindigde het voorgaande seizoen als zesde in de Eredivisie en plaatste zich vervolgens via de play-offs voor de Europa League voor Europees voetbal. Pröpper speelde zodoende op 28 juli 2016 zijn eerste wedstrijd in de Europa League, thuis tegen FC Arouca (1–1).
Hij begon het seizoen als derde keus achter centrale verdedigers Mike te Wierik en Justin Hoogma. In de zevende speelronde tegen FC Groningen debuteerde Pröpper namens Heracles Almelo in de Eredivisie, doordat Te Wierik naar rechtsback was verhuisd. Dat seizoen speelde hij in alle competities 22 wedstrijden. Het seizoen erop is hij unaniem basisspeler en mist hij alleen door blessures een aantal wedstrijden. Hij scoorde dat seizoen vier doelpunten, tot dan toe zijn meest productieve seizoen. 
In zijn derde seizoen wordt hij tot aanvoerder van Heracles Almelo benoemd na het vertrek van keeper Bram Castro. Hij speelt dat seizoen vijf wedstrijden als aanvoerder tot hij op 16 september 2018 tegen SC Heerenveen uitvalt met een hamstringblessure. Hij mist daardoor de rest van het seizoen. Op 11 augustus 2019 keert hij na bijna een jaar blessureleed tegen Fortuna Sittard, met de aanvoerdersband, terug in de basis bij Heracles. Hij speelt 18 wedstrijden in het door corona eerder afgebroken seizoen. In zijn vijfde seizoen miste Pröpper slechts vier competitiewedstrijden. Aan het einde van dat seizoen loopt zijn contract bij Heracles af. Hij kwam in vijf jaar tot 103 wedstrijden voor de Almeloërs, waarin hij vijf keer scoorde.

### FC Twente
Pröpper ondertekende op 1 juli 2021 een driejarig contract bij FC Twente, de rivaal van zijn vorige club Heracles. Door afwezigheid van vaste aanvoerder Wout Brama begon hij in de eerste wedstrijd op 14 augustus tegen Fortuna Sittard als aanvoerder aan het seizoen. Na vijf speelrondes was hij clubtopscorer, door twee goals tegen SBV Vitesse en doelpunten tegen AFC Ajax en FC Utrecht. Hij zou dat seizoen uiteindelijk nog één keer scoren, op 6 maart 2022 tegen SC Cambuur, en kwam zo tot zijn meest doelpuntrijke seizoen ooit. Hij werd dat jaar vierde met FC Twente, wat deelname aan de kwalificatie voor de UEFA Europa Conference League betekende. In zijn tweede seizoen speelde hij in alle competities 39 wedstrijden, waarin hij driemaal scoorde en twee assists gaf.
In zijn derde seizoen bij FC Twente werd hij door het pensioen van Wout Brama benoemd tot eerste aanvoerder. In de seizoensopener tegen Almere City FC op 13 augustus 2023 (4-1) scoorde hij het eerste Eredivisiedoelpunt van het nieuwe seizoen. In januari 2024 verlengde hij zijn aflopende contract tot medio 2027.

### Rangers FC
Op 1 augustus 2024 tekende Pröpper een tweejarig contract bij Rangers FC.

## Clubstatistieken
| Seizoen | Club            | Competitie           | Competitie | Competitie | Beker | Beker | Internationaal | Internationaal | Overig | Overig | Totaal | Totaal |
| Seizoen | Club            | Competitie           | Wed.       | Dlp.       | Wed.  | Dlp.  | Wed.           | Dlp.           | Wed.   | Dlp.   | Wed.   | Dlp.   |
| ------- | --------------- | -------------------- | ---------- | ---------- | ----- | ----- | -------------- | -------------- | ------ | ------ | ------ | ------ |
| 2012/13 | De Graafschap   | Eerste Divisie       | 20         | 2          | 1     | 0     | 0              | 0              | 3      | 0      | 24     | 2      |
| 2013/14 | De Graafschap   | Eerste Divisie       | 24         | 2          | 0     | 0     | 0              | 0              | 2      | 0      | 26     | 2      |
| 2014/15 | De Graafschap   | Eerste Divisie       | 36         | 2          | 3     | 1     | 0              | 0              | 6      | 0      | 45     | 3      |
| 2015/16 | De Graafschap   | Eredivisie           | 31         | 2          | 1     | 0     | 0              | 0              | 4      | 0      | 36     | 2      |
| 2016/17 | Heracles Almelo | Eredivisie           | 18         | 0          | 2     | 0     | 2              | 0              | 0      | 0      | 22     | 0      |
| 2017/18 | Heracles Almelo | Eredivisie           | 26         | 4          | 1     | 0     | 0              | 0              | 0      | 0      | 27     | 4      |
| 2018/19 | Heracles Almelo | Eredivisie           | 5          | 0          | 0     | 0     | 0              | 0              | 0      | 0      | 5      | 0      |
| 2019/20 | Heracles Almelo | Eredivisie           | 18         | 0          | 0     | 0     | 0              | 0              | 0      | 0      | 18     | 0      |
| 2020/21 | Heracles Almelo | Eredivisie           | 30         | 1          | 1     | 0     | 0              | 0              | 0      | 0      | 31     | 1      |
| 2021/22 | FC Twente       | Eredivisie           | 33         | 5          | 3     | 0     | 0              | 0              | 0      | 0      | 36     | 5      |
| 2022/23 | FC Twente       | Eredivisie           | 29         | 1          | 2     | 0     | 4              | 1              | 4      | 1      | 39     | 3      |
| 2023/24 | FC Twente       | Eredivisie           | 33         | 3          | 1     | 0     | 6              | 0              | 0      | 0      | 40     | 3      |
| 2024/25 | Rangers FC      | Scottish Premiership | 25         | 2          | 5     | 0     | 11             | 0              | 2      | 0      | 43     | 2      |
| Totaal  | Totaal          | Totaal               | 328        | 24         | 20    | 1     | 23             | 1              | 21     | 1      | 392    | 27     |

Bijgewerkt t/m 29 mei 2025.
1 Butland ·
2 Tavernier  ·
3 Yılmaz ·
4 Pröpper ·
5 Souttar ·
7 Cortés ·
8 Barron ·
9 Dessers ·
10 Diomand ·
11 Lawrence ·
14 Bajrami ·
17 Matondo ·
18 Černý ·
19 Nsiala ·
20 Dowell ·
21 Sterling ·
22 Jefté ·
24 Kasanwirjo ·
27 Balogun ·
29 Igamane ·
30 Hagi ·
31 Kelly ·
38 King ·
43 Raskin ·
44 Devine ·
45 McCausland ·
51 Lowry ·
99 Danilo ·
Coach: Clement
· Assistent-coach: Van der Heyden
· Assistent-coach: Rae
· Assistent-coach: Ulderink